# Marlies Göhr
Marlies Göhr, geborene Marlies Oelsner (* 21. März 1958 in Gera), ist eine ehemalige DDR-Leichtathletin und Olympiasiegerin, die in den 1970er und 1980er Jahren zu den weltbesten 100-Meter-Läuferinnen gehörte. In dieser Zeit war sie im staatlich organisierten Dopingprogramm.

## Leben
Marlies Göhr wuchs als Tochter eines Tischlermeisters in Triptis (Thüringen) auf. 1971 wurde sie zur Kinder- und Jugendsportschule Bad Blankenburg delegiert. Marlies Göhr ist mit dem ehemaligen DDR-Oberliga-Fußballspieler Ulrich Göhr (FC Carl Zeiss Jena) verheiratet. 1988, nach den Olympischen Spielen in Seoul, beendete sie ihre Leichtathletikkarriere. Sie studierte Psychologie.
Am 9. November 1989 wurde Göhr Mutter einer Tochter.
Marlies Göhr startete für den SC Motor Jena und trainierte bei Horst-Dieter Hille. In ihrer aktiven Zeit war sie 1,65 m groß und wog 55 kg. Bei den DDR-Meisterschaften 1977 am 1. Juli 1977 lief sie elektronisch gemessen als erste Frau der Welt die 100 Meter unter 11,0 Sekunden, exakt in 10,88 s, und verbesserte die bisherige Bestmarke von Annegret Richter um 13 Hundertstelsekunden. Als Juniorenweltrekord wurde diese Marke erst im Juni 2019 durch Sha’Carri Richardson übertroffen. Göhr musste sich im Oktober 1980 Operationen an beiden Achillessehnen unterziehen. Im Juli 1982 lief Göhr die 100 Meter erneut 10,88 s. Am 8. Juli 1983 verbesserte sie im Friedrich-Ludwig-Jahn-Sportpark in Berlin ihren eigenen Weltrekord auf 10,81 s. Bei dem Rennen war auch die Zweitplatzierte, Göhrs Landsmännin Marita Koch, mit 10,83 s schneller als die vorherige Weltrekordzeit.
Eine Einzelgoldmedaille über 100 Meter bei Olympischen Spielen blieb ihr versagt: 1980 in Moskau wurde sie durch einen Zielrichterentscheid hinter die Russin Ljudmila Kondratjewa auf Rang zwei gesetzt. 1982 wurde sie über 100 Meter Europameisterin, wobei sie Bärbel Wöckel, die sie auch regelmäßig bei den DDR-Meisterschaften besiegte, bezwang. 1984 wäre sie bei den Olympischen Spielen in Los Angeles neben Evelyn Ashford (USA) Mitfavoritin gewesen, doch der damalige Ostblock boykottierte die Spiele. Im nacholympischen Duell der beiden Sprinterinnen wenige Tage nach Olympia beim Weltklasse-Sportfest in Zürich (Schweiz) siegte Evelyn Ashford in neuer Weltrekordzeit von 10,76 s vor Marlies Göhr. Bis zum August 2012 war sie Mitinhaberin des Weltrekordes im 4-mal-100-Meter-Lauf: Beim Weltcup in Canberra am 6. Oktober 1985 lief sie zusammen mit Silke Gladisch, Sabine Günther und Ingrid Auerswald eine Zeit von 41,37 s.
Bekannt war sie auch für ihren Laufstil, einen „Trommelschritt“, der den Eindruck erweckte, als würde jeder Schritt zu kurz geraten.
Göhr arbeitete später als Psychologin im Saale-Betreuungswerk der Lebenshilfe Jena.

## Erfolge
- 1976, Olympische Spiele in Montreal: Platz 8 im 100-Meter-Lauf; Platz 1 mit der 4-mal-100-Meter-Staffel (42,55 s, zusammen mit Renate Stecher, Carla Bodendorf und Bärbel Eckert)
- 1978, Europameisterschaften in Prag: Platz 1 im 100-Meter-Lauf (11,13 s); Platz 2 im 200-Meter-Lauf (22,53 s); Platz 3 mit der 4-mal-100-Meter-Staffel (43,07 s, zusammen mit Johanna Klier, Monika Hamann und Carla Bodendorf)
- 1980, Olympische Spiele in Moskau: Platz 2 im 100-Meter-Lauf (11,07 s); Platz 1 mit der 4-mal-100-Meter-Staffel (41,60 s, zusammen mit Romy Müller, Bärbel Wöckel und Ingrid Auerswald)
- 1982, Europameisterschaften in Athen: Platz 1 im 100-Meter-Lauf, in welchem sie Bärbel Wöckel-Eckert, die sie auch regelmäßig bei den DDR-Meisterschaften besiegte, bezwang (11,01 s); Platz 1 mit der 4-mal-100-Meter-Staffel (42,19 s, zusammen mit Gesine Walther, Bärbel Wöckel, Sabine Rieger)
- 1983, Weltmeisterschaften in Helsinki: Platz 1 im 100-Meter-Lauf (10,97 s); Platz 1 mit der 4-mal-100-Meter-Staffel (41,76 s, zusammen mit Silke Gladisch, Marita Koch und Ingrid Auerswald)
- 1985, Weltcup in Canberra: Platz 1 im 100-Meter-Lauf (11,10 s); Platz 1 und Weltrekordzeit mit der 4-mal-100-Meter-Staffel (41,37 s, zusammen mit Silke Gladisch, Sabine Günther und Ingrid Auerswald)
- 1986, Europameisterschaften in Stuttgart: Platz 1 im 100-Meter-Lauf (10,91 s); Platz 1 mit der 4-mal-100-Meter-Staffel (41,84 s, zusammen mit Silke Gladisch, Sabine Günther und Ingrid Auerswald)
- 1987, Weltmeisterschaften in Rom: Platz 2 mit der 4-mal-100-Meter-Staffel (41,95 s, zusammen mit Silke Gladisch, Kerstin Behrendt und Cornelia Oschkenat); im 100-Meter-Lauf im Halbfinale ausgeschieden
- 1988, Olympische Spiele in Seoul: Platz 2 mit der 4-mal-100-Meter-Staffel (41,95 s, zusammen mit Silke Möller (Gladisch), Kerstin Behrendt und Ingrid Lange (Auerswald)); im 100-Meter-Lauf im Halbfinale ausgeschieden

## Doping in der DDR

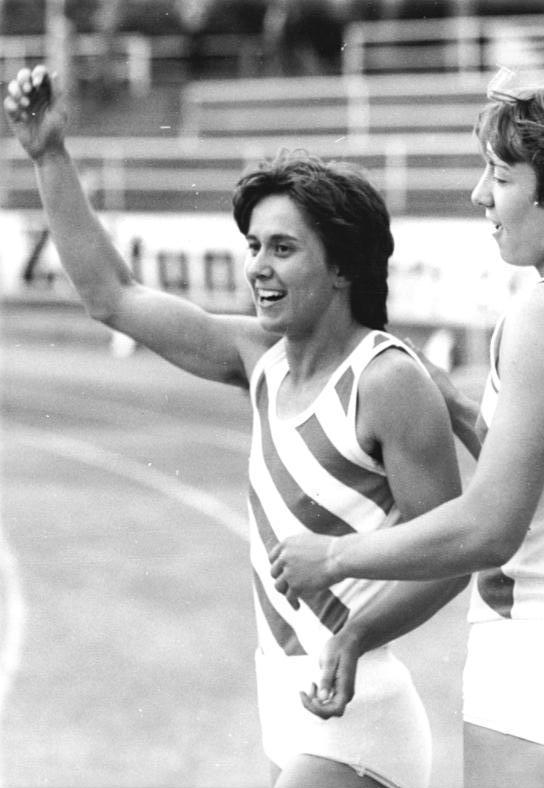
Marlies Göhr bei den 33. DDR-Meisterschaften am 1. Juli 1982. Über 100 Meter der Frauen siegte sie mit 10,91 s. Rechts ihre Klubkameradin Sabine Rieger, die den sechsten Rang belegte.

Die 17-jährige Göhr wurde bei den Junioren-Europameisterschaften 1975 positiv auf Anabolika getestet und war damit der erste internationale Dopingfall der DDR. Wegen eines fehlerhaften Umgangs mit der B-Probe wurde der Fall nicht verfolgt.
1991 konnten die Dopinggegner Brigitte Berendonk und Werner Franke Dutzende Dissertationen und Habilitationsschriften ehemaliger DDR-Dopingforscher in der Militärmedizinischen Akademie Bad Saarow sicherstellen. Anhand der Arbeiten ließ sich die staatlich organisierte Dopingpraxis vieler bekannter DDR-Leistungssportler, darunter auch Marlies Göhr, rekonstruieren. Den Angaben zufolge bekam Marlies Göhr 1983 und 1984 hohe Dosen Oral-Turinabol. Die Medikation mit Oral-Turinabol für das Jahr 1984 betrug 1405 Milligramm. Gegenüber der ARD hat Göhr, auf die Dopinggabe angesprochen, entgegnet: „Man kann nicht 13 Jahre Weltspitze sein und nur mit Dopingmitteln rumrennen. Es gehört sehr viel mehr dazu.“

## Auszeichnungen (Auswahl)
- 1980, 1984 und 1988: Vaterländischer Verdienstorden in Gold[10]
- 1986: Stern der Völkerfreundschaft in Gold